# Телфорд Юнайтед
ФКА «Телфорд Юнайтед» (англ. Association Football Club Telford United) — англійський футбольний клуб з міста Телфорд, заснований у 2004 році. Виступає в Національній лізі Півночі. Домашні матчі приймає на стадіоні «Нью Бакс Гед», місткістю 6380 глядачів.